# Петушковая магия
«Петушковая магия» (англ. Cock Magic) — восьмой эпизод восемнадцатого сезона «Южного Парка». Эпизод вышел 19 ноября 2014 года на канале Comedy Central в США. В названии эпизода обыгрывается двойное значение слова cock в английском языке: это и «петух», и «половой член».

## Сюжет
Девочки из волейбольной сборной начальной школы Южного парка приглашают всех ребят прийти посмотреть на соревнование, в котором они планируют принять участие. Мальчишки смеются над девчонками, считая наблюдение женского волейбола слишком недостойным для них занятием. Вместо этого они идут на турнир по настольной игре «Magic: The Gathering» (MTG), в которой принимает участие Кенни. Во время боя с его участием они страстно болеют за него и искренне переживают. Кенни побеждает.
На следующий день в школьном коридоре среди мальчиков повторяется разговор о том, как нелеп женский волейбол и как мужественны и увлекательны соревнования по MTG. Услышав этот разговор, школьный уборщик предлагает парням вечером подойти к китайскому ресторану City Wok, обещая по-настоящему мужское развлечение, предупреждая, что это нелегально, и чтобы ребята никому не разболтали.
Когда друзья подходят к ресторану, Лу Ким сначала не пускает их, но затем, убедившись, что их прислал уборщик и что они не из полиции, пропускает ребят внутрь, взяв с каждого по 5 долларов. В подвале ресторана толпа людей наблюдают за петухами, играющими друг против друга в «Magic: The Gathering». Птицы кудахчут, взмахивают крыльями, клювами вытаскивают карты из колод и поочерёдно бросают их на стол. Мальчики приходят в восторг от этого зрелища, называя его настоящий хардкор. На следующий день ребята рассказывают об этом в школе, после этого покупают себе перспективного молодого петуха для нелегальной игры в «Magic: The Gathering», который вскоре выходит на новый уровень соревнований.
Тем временем Рэнди Марш, не правильно поняв произнесённый Стэном с друзьями термин Cock Magic, решает, что снова становится популярным его старое студенческое развлечение…

## Проблемы, поднятые в эпизоде
- Проблема законодательного ограничения на проведение состязаний животных (типа петушиных боёв и т. п.). Несмотря на запрет, состязания всё равно проводятся, но в антисанитарных условиях, с гораздо большим вредом для здоровья как участников, так и зрителей, чем могло бы быть при легальных соревнованиях.
- Сюжет серии связан с предыдущей серией «Условно-бесплатное — не бесплатно» - Паркер и Стоун решили, что в борьбе с зависимости от условно-бесплатных игр Стэн подсел на настольные игры. Трей Паркер - фанат «Magic: The Gathering», поэтому он выбрал именно ее.

## Примечательные факты
- Фокусы Рэнди "Amazingly Randy" Марша отсылают к деятельности Джеймса Рэнди (Amazing Randi), американского иллюзиониста и научного скептика.
- Когда Кенни Маккормик первый раз играет в MTG, Баттерс говорит «О нет, Кенни! Он же умирает!», это единственное за сезон упоминание о давней традиции «Южного Парка» — смертях Кенни.
- Стэн, чтобы не портить отношения со своей подружкой — Венди Тестабургер, вынужден наблюдать за соревнованиями по волейболу, в которых она принимает участие. Кроме него в зале сидят всего 7 зрителей, по-видимому, родственники спортсменок.
- В подвале ресторана «City Wok» присутствует жена Лу Кима — Винг.
- Друзья называют своего боевого петуха — Макнаггетс, возможно в честь одноименного блюда из Макдональдса, представляющего из себя куриное филе, маринованное в сливках.
- Чемпиона по петушиной магии зовут Гаднук, что возможно является отсылкой к planeswalker Гарруку Дикоречивому Архивная копия от 20 января 2015 на Wayback Machine.
- Имя первого соперника Кенни по MTG — Slaughterhouse (в официальном русском переводе — «Мясник»), это возможно отсылка к названию известной хип-хоп группы.